# أم العجاج (جزيرة مينو)
أم العجاج (بالفارسية: ام‌العجاج) هي منطقة سكنية تقع في إيران في قسم جزيرة مينو الريفي. يقدر عدد سكانها بـ 272 نسمة بحسب إحصاء 2016.